# Bou mesquer
El bou mesquer (Ovibos moschatus) és un bòvid que pot arribar a fer 2,3 metres de longitud i 1,5 metres d'alçada a l'espatlla. Pot pesar fins a 400 kg. És originari de l'Àrtida americana, però també n'hi ha poblacions al nord d'Àsia i Europa. Destaca pel seu pelatge gruixut i per la forta olor que emeten els mascles durant l'època de zel, d'on deriva el seu nom. Aquesta olor de mesc té l'efecte d'atraure les femelles durant la fase d'aparellament.
El seu nom en inuktitut "umingmak" es tradueix com "el barbut". En la llengua cree dels boscos es coneix com a "mâthi-môs" i "mâthi-mostos" que vol dir "ant lleig" o "bisó lleig", respectivament.
Antigament, els bous mesquers vivien principalment a Groenlàndia, a l'Àrtida canadenca, els Territoris del Nord-oest i Nunavut,i també es trobaven poblacions a Euràsia, amb vestigis trobats de fa uns 2.700 anys. En temps moderns, les seves poblacions han estat reintroduidies a l'estat americà d'Alaska, el territori canadenc de Yukon i Sibèria, i també hi una població a Noruega, part de la qual va emigrar a Suècia, on ara es reprodueix.

## Evolució

### Parents actuals
El bou mesquer es troba dins la tribu dels Caprinae de la subfamília Antilopins, la qual és englobada per la famíia dels Bòvids. Per tant, està més relacionat amb les ovelles i les cabres que amb els bous, i es col·loca en el seu propi gènere, Ovibos (llatí: "ovella-bou"). És un dels dos membres més grans existents dels caprins, juntament amb els Taquin de mida similar. Tot i que el taquin el bou mesquer es van considerar estretament relacionats, el primer no té característiques comunes ovibovines, com ara la morfologia especialitzada de la banya del bou mesquer. Paral·lelament, l'anàlisi genètica mostra que els seus llinatges es van separar a principis de l'evolució caprina. En canvi, els parents vius més propers del bou mesquer s'assemblen mes als gòrals comuns del gènere Naemorhedus, que es troben a molts països de l'Àsia central i oriental. La similitud entre el taquin i el bou mesquer seria un exemple de convergència evolutiva.

### Història fòssil i parents extints

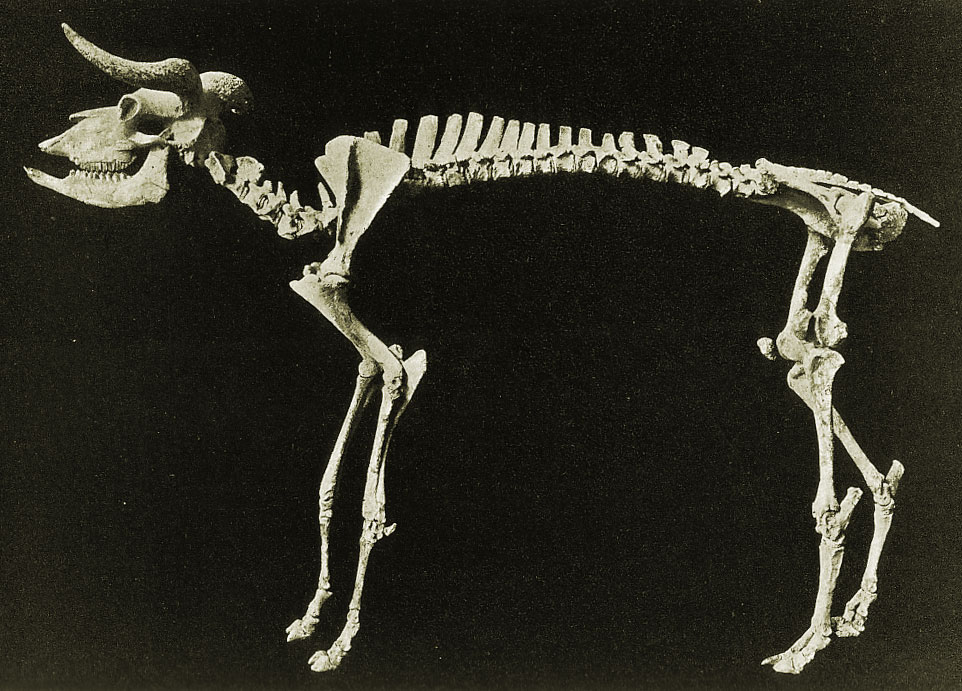
Esquelet dEuceratherium (sense costelles)

El bou mesquer modern és l'últim membre d'una línia d'ovibovins que va evolucionar per primera vegada a les regions temperades d'Àsia i es va adaptar a un ambient de tundra fred a finals de la seva història evolutiva. Els avantpassats del bou mesquer, que disposaven de d'ossos frontals en posició alta, semblants a les ovelles, en lloc de tenir-es per sota, com en els exemplars moderns, van abandonar per primera vegada els boscos temperats per a les praderies en desenvolupament de l'Àsia central durant el Pliocè, expandint-se cap a Sibèria i la resta del nord d'Euràsia. Les onades migratòries posteriors d'ungulats asiàtics que incloïen els bous mesquers de banyes altes van arribar a Europa i Amèrica del Nord durant la primera meitat del Plistocè. El primer bou mesquer conegut, Euceratherium collinum, va creuar cap a Amèrica del Nord a través d'una versió primerenca del pont terrestre de Bering fa dos milions d'anys i es va desenvolupar al Sud-oest dels Estats Units i a Mèxic. Euceratherium era més gros però de construcció més lleugera que els bous mesquers moderns, s'assemblava a una ovella gegant amb banyes massives i preferia les praderies muntanyoses.

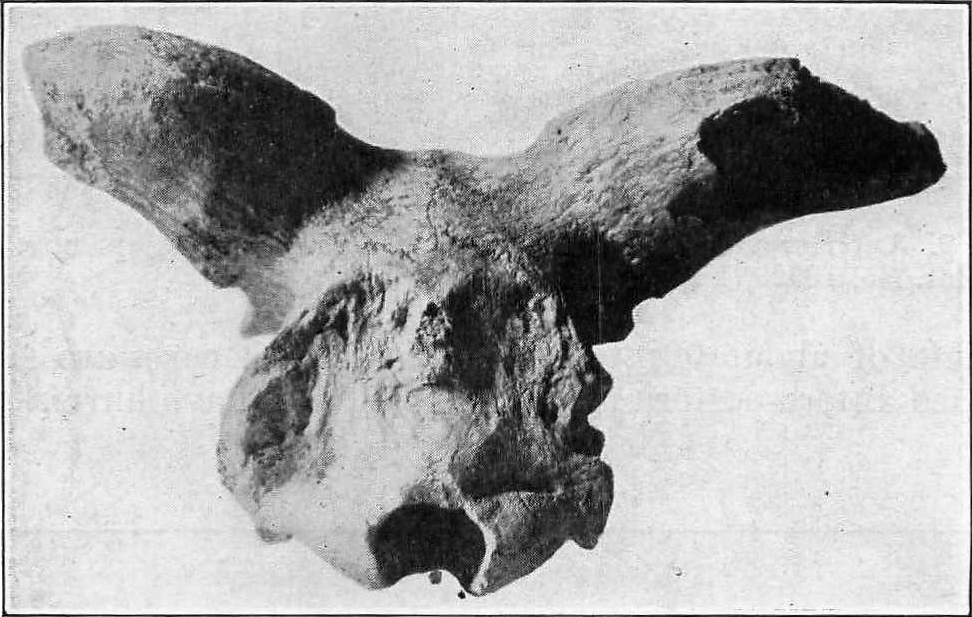
Vista posterior del crani de l'holotip de Soergelia mayfieldi

Un gènere amb banyes intermèdies, Soergelia, va habitar Euràsia a principis del Plistocè, des de la península Ibèrica fins a Sibèria, i va creuar a Amèrica del Nord durant l'Irvingtonià (entre 1,8 ma a 240.000 anys), poc després del Euceratherium. A diferència d'aquest, que va sobreviure a Amèrica fins a l'esdeveniment de l'Extinció del Quaternari, els Soergelia habitaven a les praderies d'on va desaparèixer bastant aviat, desplaçat per ungulats més avançats, com el "bou mesquer gegant" Praeovibos (literalment "abans d'Ovibos"). El Praeovibos de banyes baixes va estar present a Europa i al Mediterrani fa 1,5 milions d'anys, va colonitzar Alaska i el Yukon fa un milió d'anys, desapareixent fa mig milió d'anys per donar lloc a l'Ovis Antiqua. El Praeovibos era un animal altament adaptable, associat aparentment a la fauna de la tundra freda, com els rens, i dels boscos temperats, com el cérvol comú. Durant la glaciació de Mindel fa 500.000 anys, el Praeovibos estava present a la zona del riu Kolima a l'est de Sibèria en associació amb moltes megafaunes de l'edat de gel que més tard coexistirien amb Ovibos i cavalls salvatges, rens, mamuts llanuts i cérvols i ants. Es debat, però, si Praeovibos era directament ancestral dOvibos, o els dos gèneres descendien d'un avantpassat comú, ja que els dos van conviure durant el Plistocè mitjà. Els defensors de l'ascendència de Praeovibos han proposat que aquest va evolucionar cap a Ovibos en una regió durant un període d'aïllament, i es va expandir més tard, substituint les poblacions restants de Praeovibos.
Durant el segle XIX dos gèneres més semblants al Praeovibos es van identificar a Amèrica: Bootherium o Booteri i Simbos, que ara s'identifiquen com les formes masculines i femenines d'una única espècie sexualment dimòrfica, el "bou mesquer del bosc", Bootherium bombifrons. El Booteri va habitar zones boscoses obertes d'Amèrica del Nord durant el Plistocè superior, des d'Alaska fins a Texas o Mèxic, sent més comú al sud dels Estats Units, mentre que Ovibos el va substituir a la tundra-estepa al nord, immediatament al sud de la Capa de gel laurentina, durant la Glaciació del Quaternari.

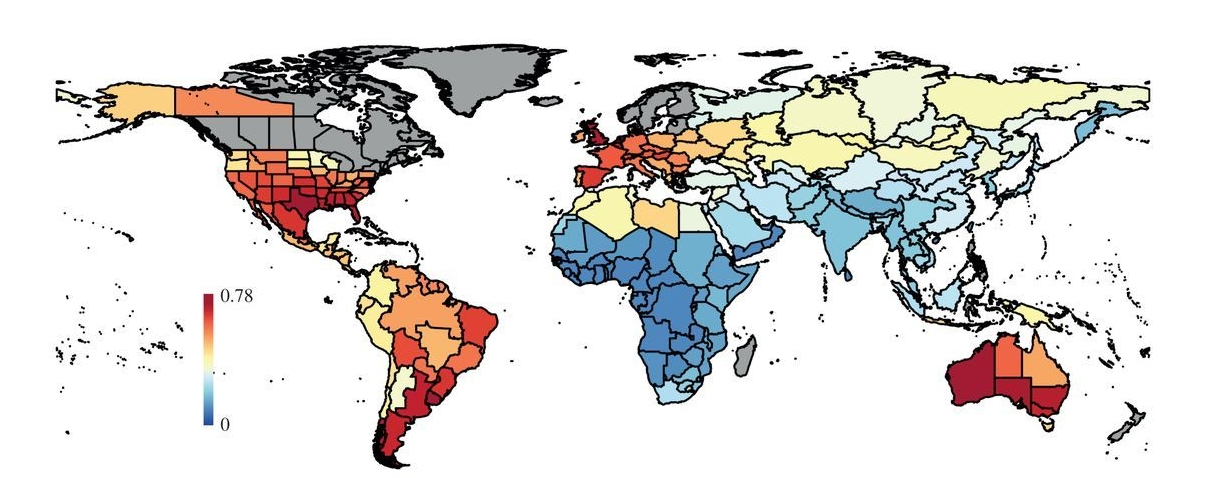
Percentatge d'extinció de la megafauna a finals del quarternari

Els ovibos moderns van aparèixer a Centre Europa fa gairebé un milió d'anys i es van assentar a la regió durant el Plistocè. Durant la Glaciació de Mindel, els bous mesquers també havien arribat a les illes Britàniques. Aquests espais es trobaven just al sud de la capa de gel en l'últim període glacial i estaven coberts de tundra durant els períodes freds. També s'han pogut trobar registres en zones més benignes i boscoses al sud cap al sud d'Europa, on coexistien amb ungulats temperats com el cérvol i l'ur. S'ha pogut identificar que el bou mesquer va sobreviure a les Illes Britàniques durant els períodes interglacials càlids.
Els bous mesquers d'avui són descendents d'altres grups que es creu que van emigrar de Sibèria a Amèrica del Nord entre 200.000 i 90.000 anys enrere, havent ocupant anteriorment Alaska quan estava unida a Sibèria, i aïllats de la resta d'Amèrica del Nord per la unió de les capes de gel de les Laurentides i el Cap de gel de les cordilleres que van estart actives entre 250.000 i 150.000 anys.Després de migrar cap al sud durant un dels períodes més càlids de la glaciació d'Illinois, els bous mesquers americans restarien aïllats de la resta en els períodes més freds.
Juntament amb el bisó i l'antílop americà, el bou mesquer va ser una de les poques espècies de megafauna del Plistocè a Amèrica del Nord que va sobreviure a l'esdeveniment d'Extinció del Quaternarii fins als nostres dies. Es creu que el bou mesquer va poder sobreviure a l'últim període glacial trobant zones lliures de gel (refugis) allunyades dels pobles prehistòrics.
L'evidència d'ADN fòssil suggereix que els bous mesquers no només estaven més estesos geogràficament durant el Plistocè, sinó també eren més diversos genèticament. Durant aquest temps, altres poblacions de bous mesquers vivien a l'Àrtida, des dels Urals fins a Groenlàndia. Per contra, la composició genètica actual de l'espècie és més homogènia. Segons darreres investigacions, la fluctuació climàtica pot haver afectat aquest canvi en la diversitat genètica, que demostraria que els períodes més freds de la història de la Terra es correlacionen amb més diversitat, mentre que els períodes més càlids promouen major homogeneïtat genètica. Les poblacions de bous mesquers van sobreviure a l'Holocè a Sibèria, i els seus registres primerencs es troben a la península de Taimir, fa uns 2.700 anys.

## Descripció física

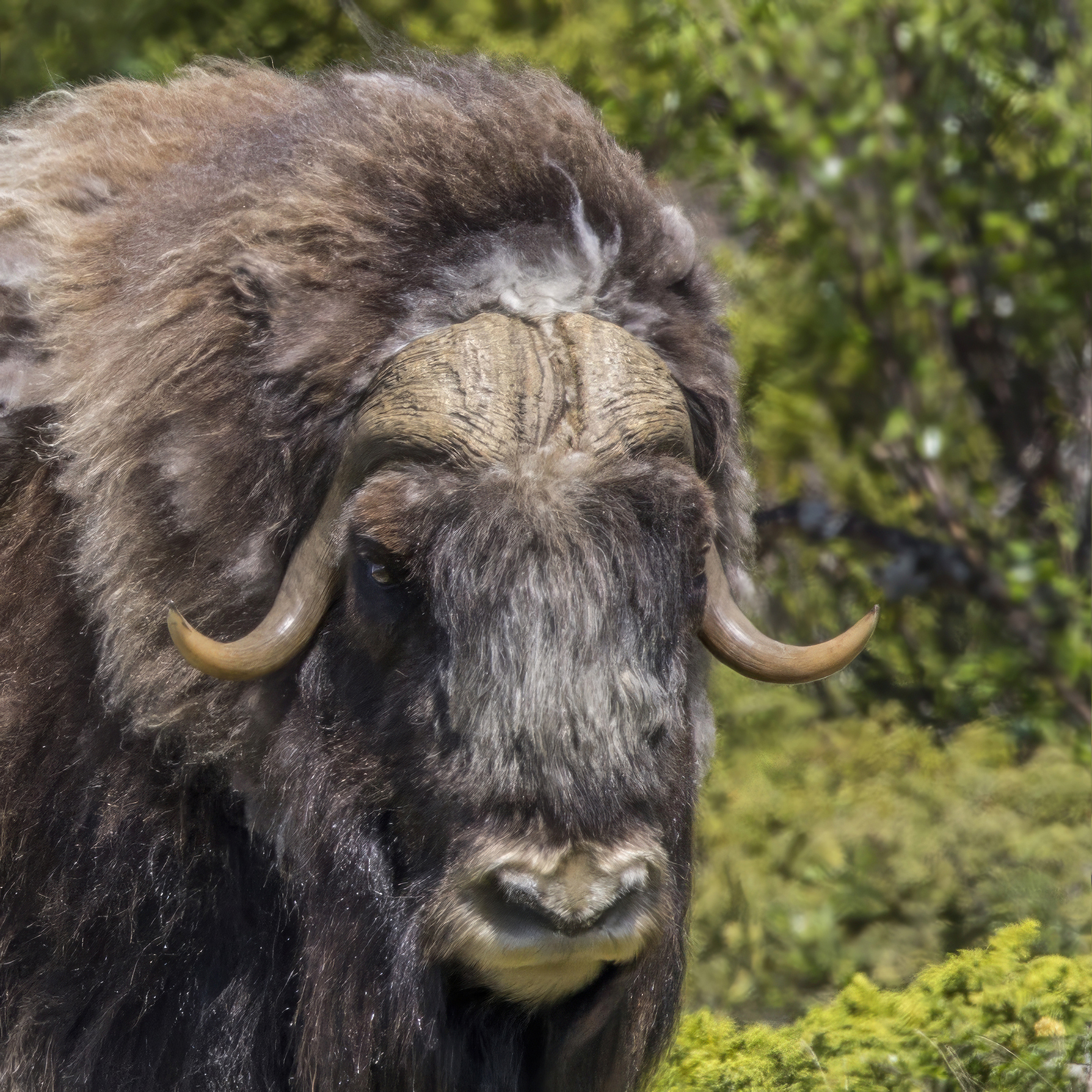
Mascle de Bou mesquer (Ovibos moschatus),al Parc Nacional de Dovrefjell-Sunndalsfjella, Noruega

Els mascles i les femelles de bous mesquers tenen banyes llargues i corbes. Fan una alçada de 1,1 a 1,5 m a la creu, i les femelles de 135 a 200 cm de llarg, i els mascles més grans de 200 a 250 cm. La cua petita, sovint resta oculta sota una capa de pelatge, mesura només 10 cm de llarg. Els adults, de mitjana, pesen 285 kg, però poden oscil·lar entre 180 i 410 kg. El pelatge gruixut i el gran cap dels bous mesquers suggereixen un animal més gran que el bisont, amb el qual sovint es compara el bou mesquer, podent pesar fins al doble. Tanmateix, els exemplars pesats guardats al zoològic han pesat fins a 650 kg. El seu pelatge, una barreja de negre, gris i marró, inclou un pels de cobertura que gairebé arriben a terra. Excepcionament s'han identificat bous mesquers albins al Queen Maud Gulf Migratory Bird Sanctuary L'estat nord-americà d'Alaska té diverses granges de bous mesquers destinades específicament a la recol·lecció de llana. La llana, anomenada qiviut, és molt apreciada per la seva suavitat, llargada i valor aïllant. Els preus del fil oscil·len entre 1,5 $ i 3 $/g. Un bou mesquer pot assolir velocitats de fins a 60 km/h La seva esperança de vida és d'entre 12 i 20 anys.

## Ecologia
Durant l'estiu, els bous mesquers viuen en zones humides, com les valls dels rius, i es desplacen a cotes més altes a l'hivern per evitar la neu profunda. Els bous mesquers mengen herbes, salzes àrtics, plantes llenyoses, líquens i molses. Quan el menjar és abundant, prefereixen herbes suculentes i nutritives. Els salzes són les plantes més consumides a l'hivern. Els bous mesquers requereixen un llindar elevat de reserves de greix per poder concebre, cosa que reflecteix la seva estratègia de cria conservadora. Les serralades a l'hivern solen tenir neu poc profunda per reduir els costos energètics d'excavar la neu per arribar al farratge. Els depredadors principals dels bous mesquers són els llops àrtics, que poden representar fins a la meitat de tota la mortalitat de l'espècie. Altres depredadors ocasionals, probablement de vedells o adults malalts, poden incloure els óssos grizzlis i els óssos polars i els goluts.

## Fisiologia
Els bous mesquers són mamífers heterotèrmics, és a dir, tenen la capacitat d'aturar la regulació tèrmica en algunes parts del seu cos, com les seves extremitats inferiors. Mantenir les extremitats inferiors a una temperatura més fresca que la resta del seu cos ajuda a reduir la pèrdua de calor corporal de les seves extremitats. El bou mesquer mostra la característica única de tenir una hemoglobina tres vegades menys sensible a la temperatura que l'hemoglobina humana.Aquesta insensibilitat a la temperatura permet que l'hemoglobina del bou mesquer tingui una afinitat per l'oxigen augmentada en un ambient extremadament fred i continuï difonent grans quantitats d'oxigen als seus teixits freds.

## Etologia i reproducció

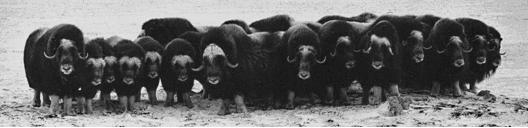
Bous mesquers a l'Illa de Nunivak, Alaska al 1930, mostrant formació defensiva

Els bous mesquers viuen en ramats de 12 a 24 a l'hivern i de 8 a 20 a l'estiu quan els toros dominants expulsen altres mascles del ramat. No tenen territoris, però sí que marquen els seus rastres amb glàndules preorbitàries. Els bous mesquers mascles i femelles tenen jerarquies separades segons l'edat, amb els bous madurs dominants sobre els joves. Els bous dominants tendeixen a tenir accés als millors recursos d'aliment i desplaçaran els subordinats de les zones d'herba durant l'hivern. Els mascles de bou afirmen el seu domini de moltes maneres diferents. Una d'elles és una "corra i culata", en què un toro dominant s'apropa a un subordinat des del costat amb les seves banyes, avisant-lo perquè pugui tenir l'oportunitat de fugir. Els bous també rugiran, balancejaran el cap i trepitjaran el terra. Els toros dominants de vegades tracten els toros subordinats com a vaques. Un toro dominant tocarà un subordinat amb la seva pota davantera, cosa que fan a les famelles durant l'aparellament. Els mascles també mostren comporotaments de còpula i olor dels genitals amb els subordinats. Un toro subordinat pot canviar el seu estatus envestint al mascle dominant.

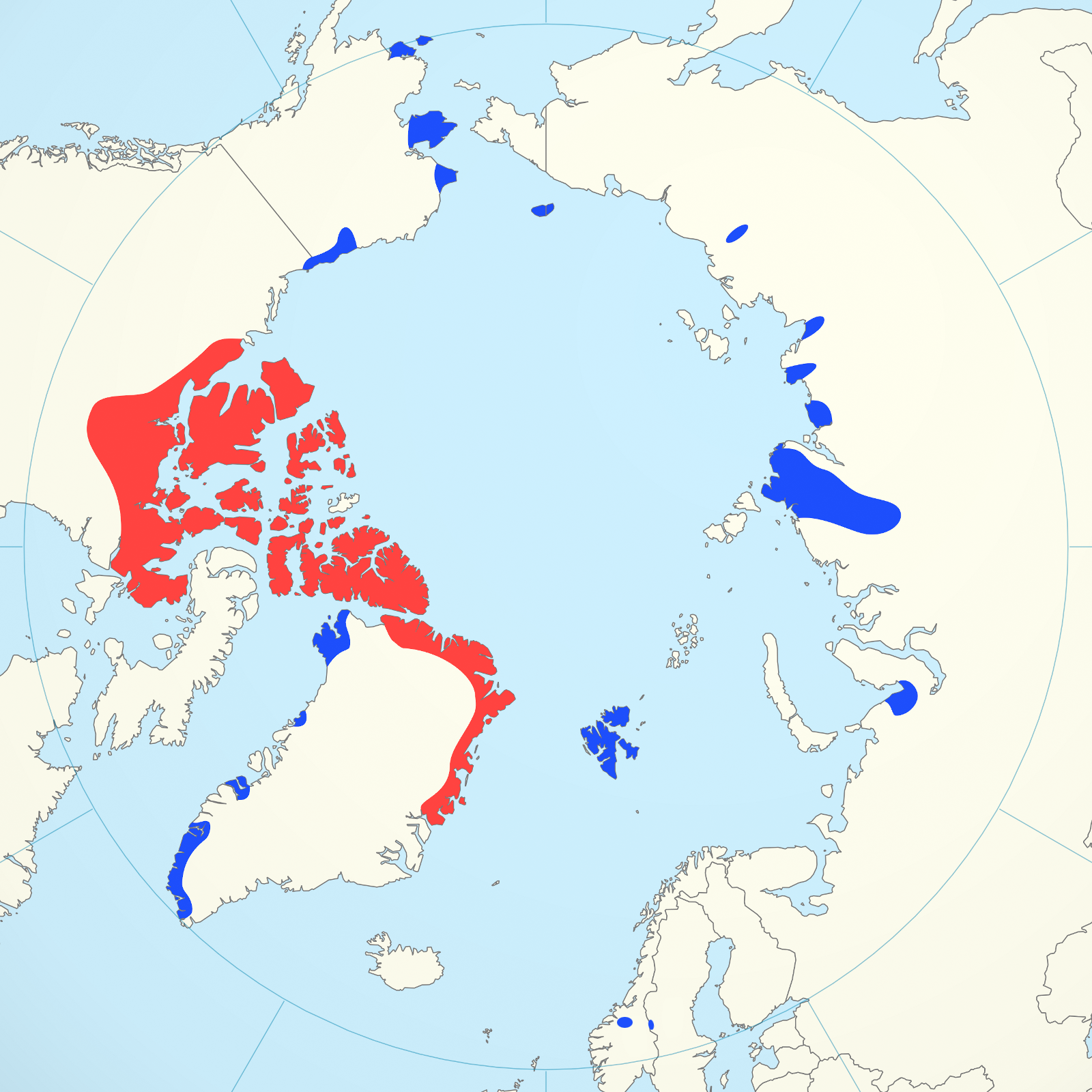
Distribució del bou mesquer (2013)

La temporada d'aparellament dels bous mesquers comença a finals de juny o principis de juliol. Durant aquest temps, els macles dominants lluitaran contra altres fora dels ramats i establiran harems de sis o set vaques amb la seva descendència. Els mascles en zel a l'inici del combat, primer fregaran les seves glàndules preorbitals contra les seves cames mentre bramen fort i després mostraren les banyes. Després, els toros retrocedeixen uns 20 m, baixen el cap i carreguen entre ells, fins que un mascle es rendeixi. Els bous subordinats i de major edat abandonaran els ramats per formar grups de solters o quedar-se solitaris. Tanmateix, quan hi ha perill, els toros exteriors poden tornar al ramat per protegir-se. Els mascles dominants evitaran que les vaques surtin dels seus harems. Durant l'aparellament, un mascle tocarà una vaca amb cicle estral amb la seva pota davantera per calmar-la i fer-la més receptiva als seus propòsits. Els ramats es tornen a reunir quan s'acaba l'estiu.
Els toros són més agressius durant l'època de zel i lideren els seus grups, mentre que les femelles adopten el rol de lideratge durant la gestació. Les femelles embarassades són agressives i decideixen quina distància recorre el ramat en un dia i on dormiran durant la nit. Els ramats es mouen amb més freqüència quan les vaques estan en lactància, per deixar-los tenir prou menjar per alletar la seva descendència. Les vaques tenen un període de gestació de vuit a nou mesos, amb el part d'abril a juny, tot i que no pareixen cada any. Quan els hiverns són severs, les vaques no entraran en cicle estral i, per tant, no pariran l'any següent. Quan pareixen, les vaques es queden al ramat per protegir-se. Els bous mesquers són precoços i els vedells poden mantenir-se amb el ramat en poques hores després del naixement. Els vedells són alletats durant els dos primers mesos. Després d'això, un vedell comença a menjar vegetació i alleta només de tant en tant. Les vaques es comuniquen amb els seus vedells a través del bram. El vincle del vedell amb la seva mare es debilita després de dos anys.
Els bous mesquers tenen un comportament defensiu distintiu: quan el ramat està amenaçat, els adults s'enfrontaran cap a fora per formar un anell estacionari o un semicercle al voltant dels vedells. Els bous solen ser la primera línia de defensa contra els depredadors, amb les vaques i els joves reunint-se a prop d'ells.Els macles determinen la formació defensiva durant el zel, mentre que les vaques el decidiran la resta de l'any.

### Secrecions glandulars

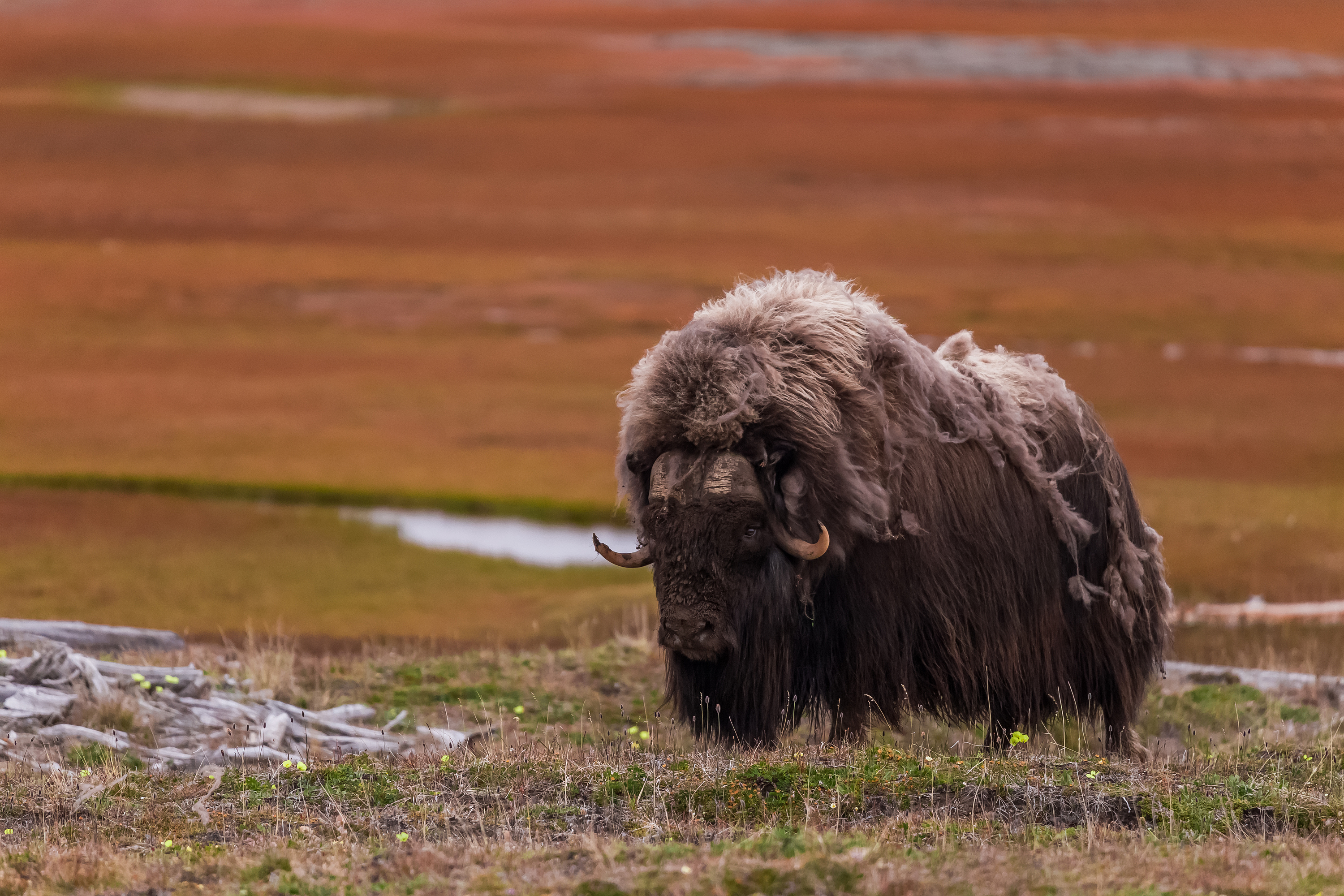
Bou mesquer a l'Illa Gran de Beguitxev, Russia

La secreció de la glàndula preorbitària dels bous mesquers té una olor "lleugera, dolça i etèria". L'anàlisi de l'extracte de secreció de la glàndula mostrar la presència de colesterol (que no és volàtil), benzaldehid, una sèrie de γ-lactons saturades de cadena recta que van des de C8H14O2 a C12H22O2 fins a C10H18O2 (amb C12H20O2.el més abundant) i probablement la γ-lactona monoinsaturada C12H20O2. La sèrie de γ-lactona saturada té una olor similar a la de la secreció.
L'olor dels mascles dominants es descriu com a "fort" i "ranking". Deriva de la glàndula prepucial i es distribueix per la pell de l'abdomen a través de l'orina. L'anàlisi de l'extracte de rentats del prepuci va revelar la presència d'àcid benzoic i p-cresol, juntament amb una sèrie d'hidrocarburs saturats de cadena recta de C22H46 a C32H66 (amb C24H50 el més abundant).

## Població recent

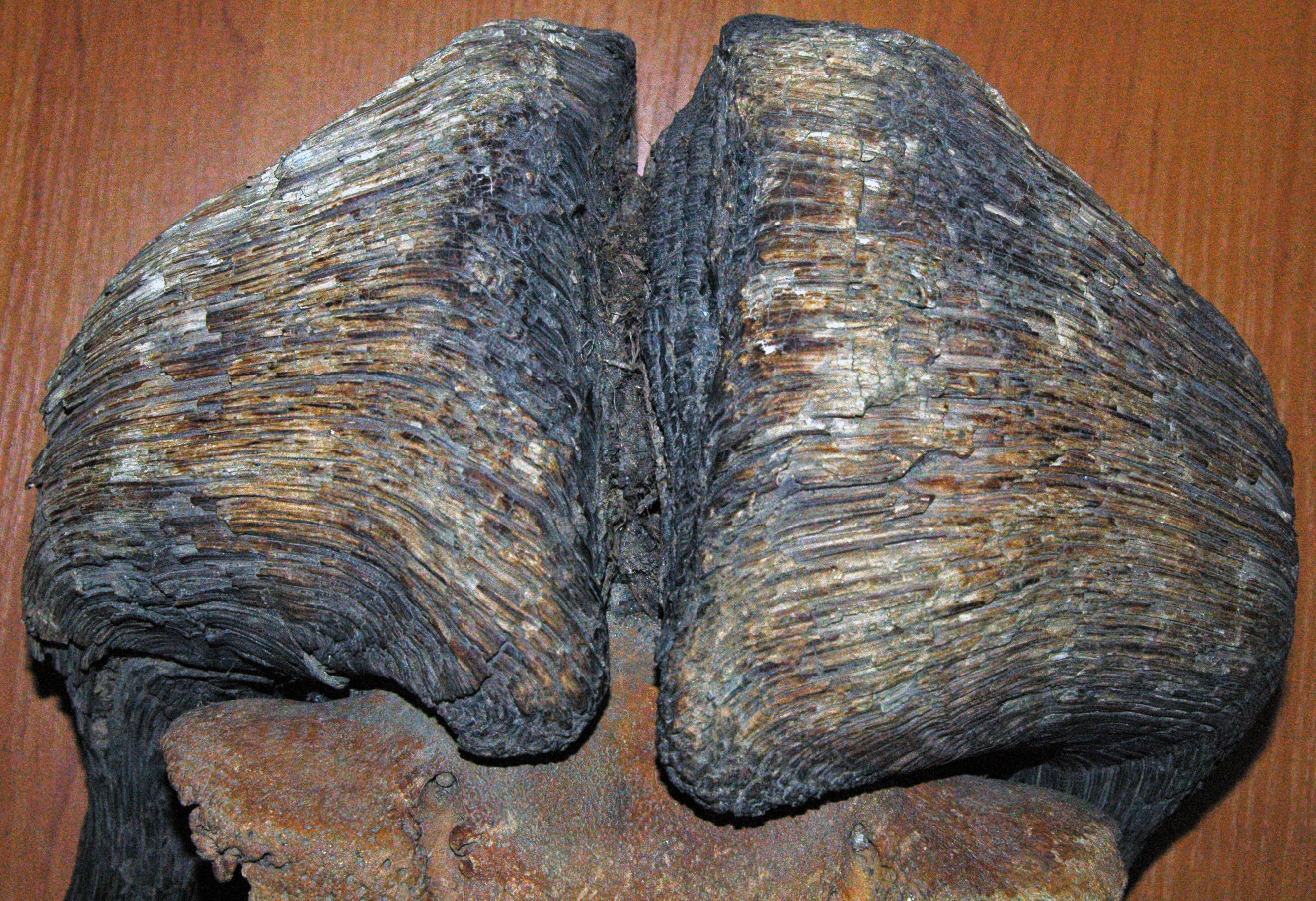
Crani fòssil Ovibos moschatus prehistòric a Sibèria

### Prehistòria i Antiguitat
A partir de l'extinció del Plistocè/Holocè, la seva població es va reduir força i només van sobreviure les poblacions d'Amèrica del Nord. L'última població coneguda de bous mesquers a Europa es va extingir a Suècia fa 9.000 anys. A Àsia, el bou mesquer va persistir fins només el 615-555 aC a Tumat, República de Sakhà.
Després de la desaparició de la capa de gel laurentina, el bou musquer es va traslladar gradualment cap al nord a través de l'Arxipèlag Àrtic Canadenc arribant a Groenlàndia des de l'illa d'Ellesmere cap al 350 dC, durant l'Holocè final. La seva arribada al nord-oest de Groenlàndia probablement es va produir als pocs centenars d'anys després de l'arribada de les cultures Dorset i Thule a l'actual zona de Qaanaaq. L'activitat de caça per part de l'home al voltant de Qaanaaq és un factor que pot haver reduit els bous mesquers de moure's per la costa oest i, en canvi, els ha mantingut confinats als marges nord-est de l'illa.

### Reintroducció a Nord Amèrica

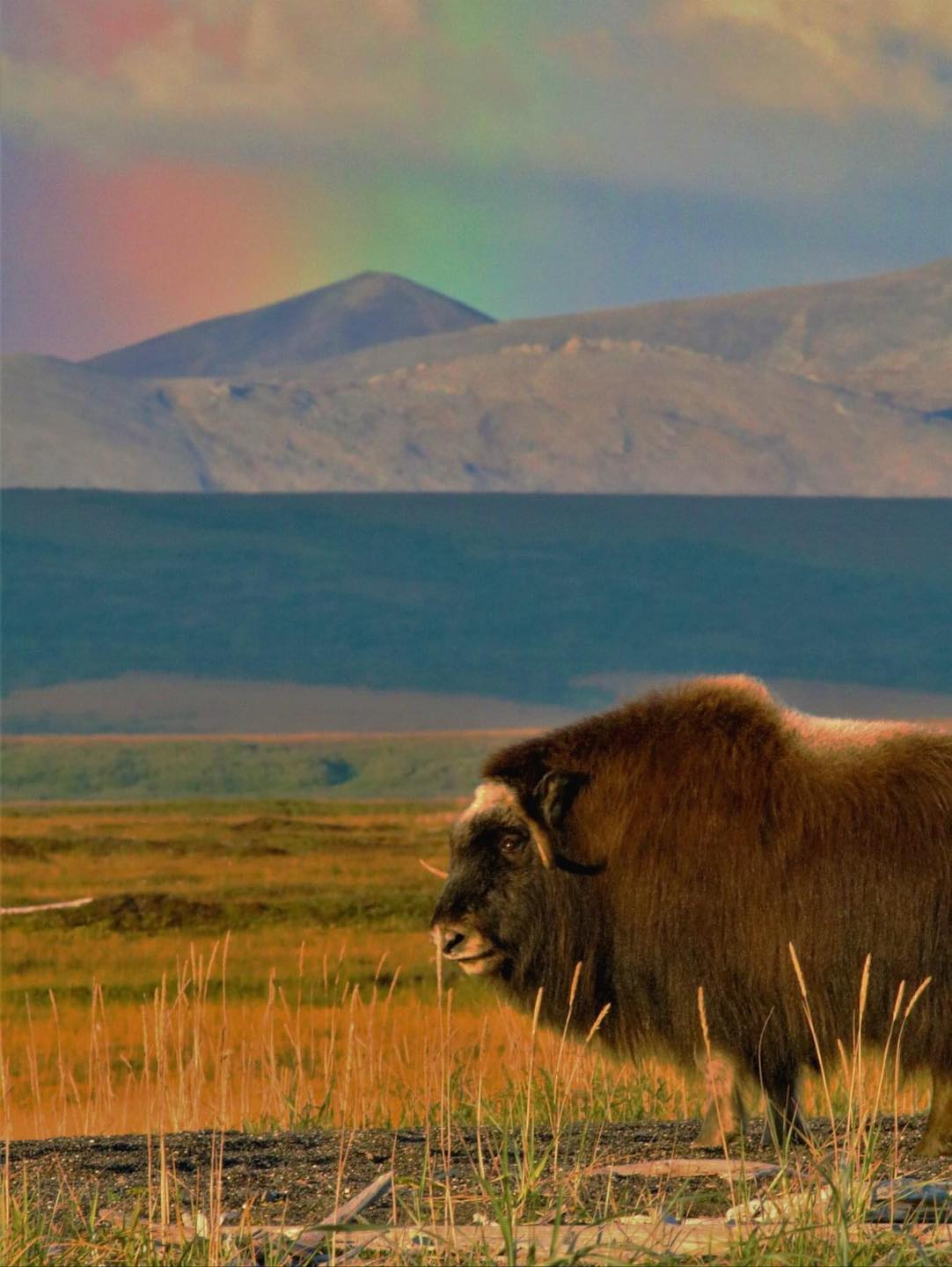
Bou mesquer al parc Monument Nacional del Cap Krusenstern, Alaska

Durant l'edat contemporània les poblacions d'aquesta espècie estava estaven restringides a les zones àrtiques del nord del Canadà, Groenlàndia i Alaska. La població d'Alaska va ser eliminada a finals del segle XIX o principis del XX degut a la pressió d'una caça excessiva i amb influència d'una fase de canvi climàtic advers. Amb tot, des d'aleshores s'han reintroduït els bous mesquers a Alaska. El Servei de Pesca i Fauna Salvatge dels Estats Units va introduir el bou musquer a l'illa Nunivak el 1935 per donar suport polítiques de subsistència. Altres poblacions reintroduïdes es troben al Refugi Nacional de Fauna Salvatge de l'Àrtida, Reserva Nacional del Pont Terrestre de Bering, Parc Nacional d'Ivvavik al Yukon, a l'Alaska Wildlife Conservation Center a Anchorage, Parc Nacional Aulavik als Territoris del Nord-oest, Kanuti National Wildlife Refuge, Parc i Reserva Nacionals de les Portes de l'Àrtida i Whitehorse, reserva de vida salvatge del Yukon.

En aquest context, s'han produit dos intents de domesticació. A la dècada de 1950, un investigador i aventurer nord-americà va poder capturar vedells de bou mesquer al nord del Canadà per traslladar-los a una propietat que va preparar a Vermont. Una de les condicions imposades pel govern canadenc era que no se li permetia matar adults que defensaven els seus fills. Els vedells es van habituar a les condicions mes temperades fins l'edat adulta, però els problemes de salut derivats del nou entorn no van quallar i el ramat supervivent es va traslladar finalment a una granja a Palmer, Alaska, on ha tingut èxit des de mitjans dels anys cinquanta.

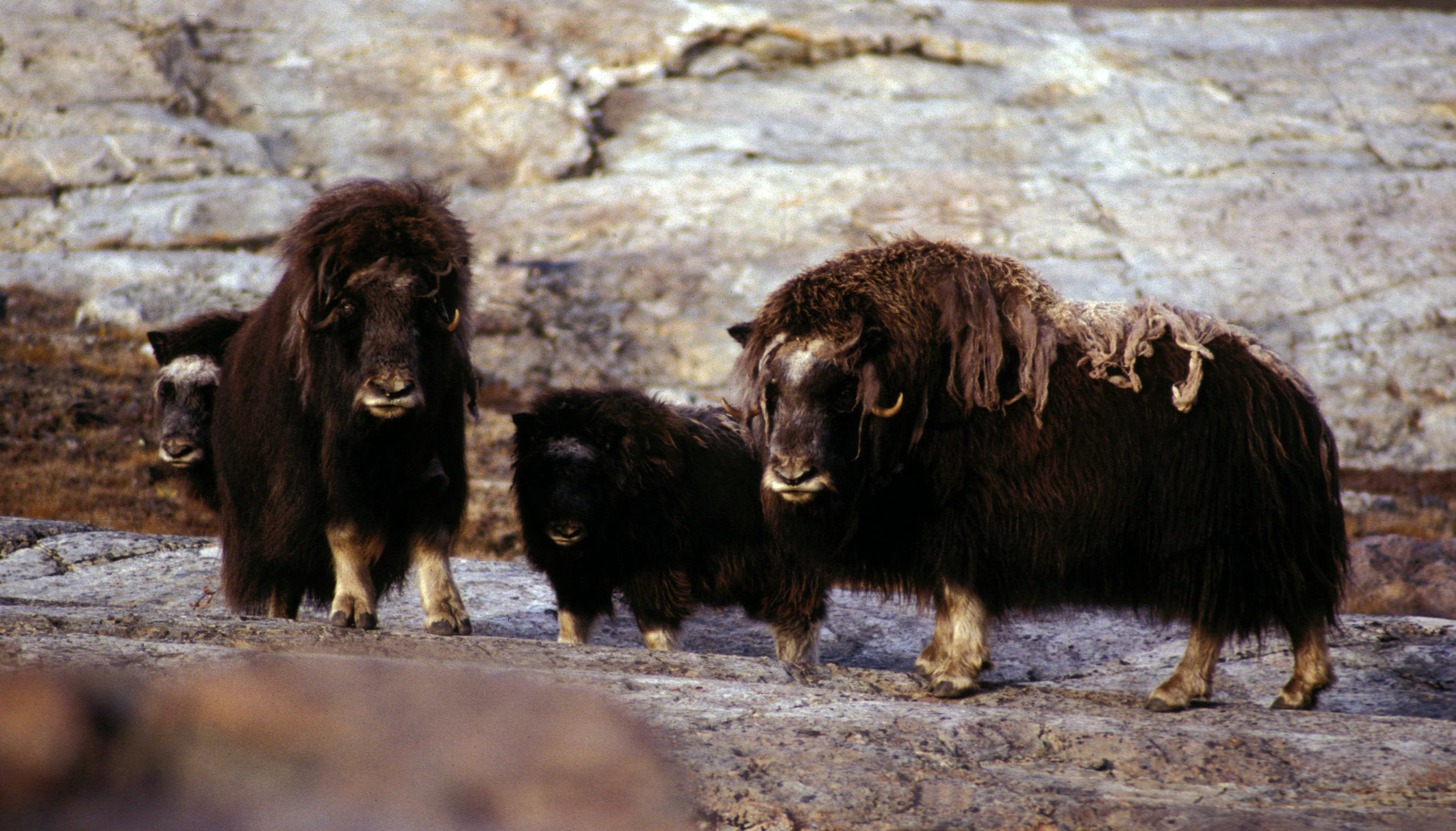
Família de bous mesquers a l'est de Groenlàndia

El 1967, 14 animals van ser capturats a prop de la base d'Eureka a l'illa d'Ellesmere pel Northern Agricultural Research (INAR) i portats a una granja a Old Fort Chimo Kuujjuaq, al nord del Quebec, per a la domesticació per proporcionar una indústria artesanal local basada en la llana Quiviut. Els animals van prosperar i la indústria del quiviut va mostrar un èxit inicial amb màrqueting dels teixidors inuits, però l'administració del Quebec van fer tancar tancar la granja poc temps després, alliberant els animals que hi quedaven entre 1973 i 1983. En la dècada dels 1980, els animals alliberats van augmentar de 148 a 290, a un ritme del 25% anual, i el 2003, s'estima que hi havia 1.400 bous mesquers al Quebec. Per altra banda el 2005 hi ha comptabilitzats 112 adults i 25 vedells a l'illa Diana, a la qual hi van arribar de forma divagant des del continent.

### Reintroduccions a Euràsia

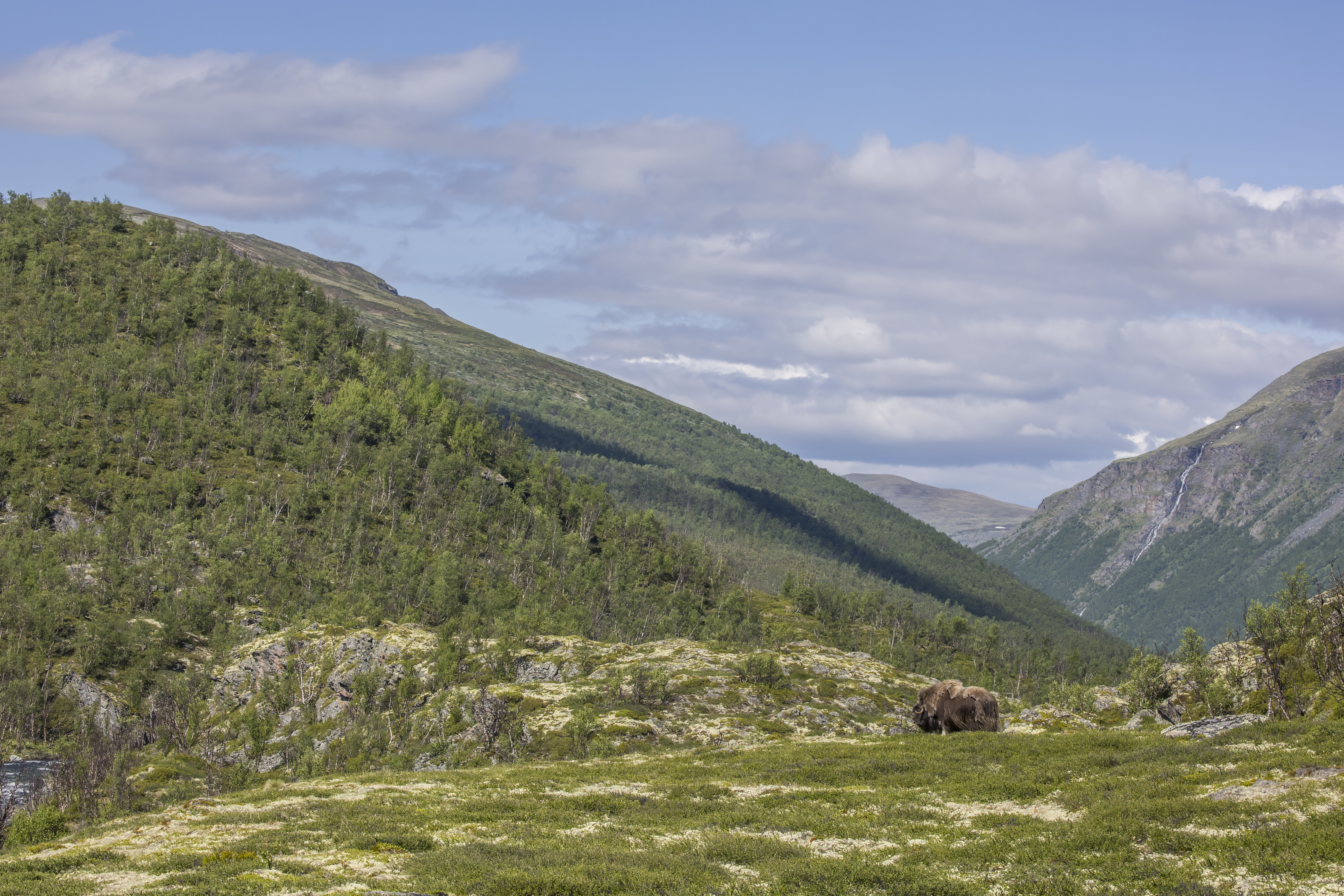
Mascle de bou mesquer a Parc Nacional de Dovrefjell-Sunndalsfjella, Noruega

Els bous mesquers van ser reintroduïtd l''any 1913, els treballadors que construïen un ferrocarril sobre Dovrefjell van trobar dues vèrtebres fòssils de bou mesquer. Aquest fet va promoure el projecte d'introducció de bous mesquers a Noruega des de Groenlàndia. El primer trasllat es va fer a Gurskøya, als afores d'Ålesund, el 1925–26. Eren bous mesquers capturats per vaixells de caça de foques noruegues a Groenlàndia. Els animals van colonitzar l'illa, però no s'hi van adaptar i van morir. També va fracassar un intent d'introduir el bou mesquer a Svalbard. Disset animals van ser alliberats el 1929 d'Adventfjorden a l'oest de Spitsbergen. L'any 1940 el ramat estava format per 50 individus, però als anys 70 va desaparèixer.
El setembre de 1932, l'investigador polar Adolf Hoel va realitzar un altre experiment, important 10 bous mesquers des de l'illa de Banks a la serralada de Dovrefjell de Noruega, però van ser caçats fins a l'extinció durant la Segona Guerra Mundial. Tanmateix van ser novament incorporats a Noruega el 1947; la població de la qual es va expandir a Härjedalen, Suècia, el 1971.
La població noruega actual a les Dovrefjell es gestiona en una àrea de 340 km². L'estiu de 2012 constava d'aproximadament 300 animals. Des del 1999, la població ha anat augmentant majoritàriament, però l'estiu del 2004 va patir un brot de xarampió que en va matar 29. Alguns animals també moren ocasionalment com a conseqüència de xocs de trens al ferrocarril de Dovre. La població, que pateix problemes d'endogàmia, es divideix en ramats a la zona de Nystuguhø, Kolla, i Hjerkinn. A l'estiu baixen cap a Driva, on troben pastures abundants.
A Rússia, els animals importats de Banks i Nunivak van ser alliberats a la Península de Taimir el 1974 i 1975, i alguns exemplars de Nunivak van ser alliberats a l'illa de Wrangel el 1975. Tots dos llocs es troben al nord del cercle polar àrtic. El 2019 la població a l'illa de Wrangel era d'uns 1100 habitants, i la península de Taimir, entre 11.000 a 14.000. Uns quants ramats de bous mesquers van emigrar des de Taimir molt cap al sud fins a l'altiplà de Putorana. Un cop establertes, aquestes poblacions s'han utilitzat, com a fonts per a noves reintroduccions a Sibèria entre 1996 i 2010. Una de les darreres accions va ser l'alliberament de sis animals dins de l'àrea del projecte Parc del Plistocè al riu Kolimà el 2010, on un equip de científics russos liderat per Sergei Zimov pretén demostrar que els bous mesquers, juntament amb l'altra megafauna del Plistocè que va sobreviure a principis de l'Holocè al nord de Sibèria, no van desaparèixer de la regió a causa del canvi climàtic, sinó a causa de la depredació dels primers homes.

## Estatus de conservació

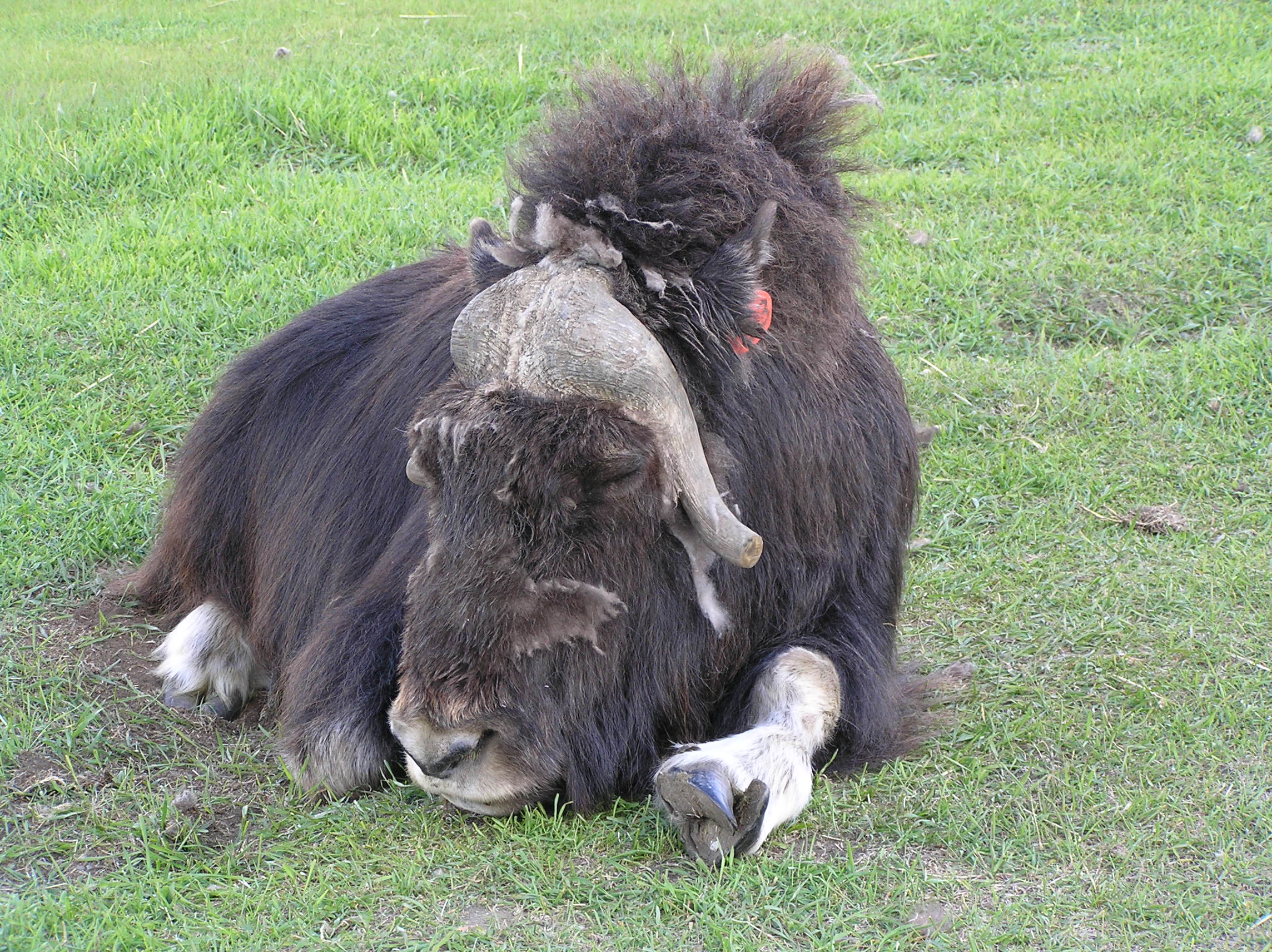
Bou mesquer en captivitat descansant a l'herba en una granja prop de Glenn Highway, Alaska, USA

Històricament, aquesta espècie ha vist reduir les seves poblacions a causa de la caça excessiva, però aquestes s'han recuperat després de l'aplicació de la normes de caça restrictives. La gestió a finals de la dècada de 1900 era majoritàriament de quotes de caça conservadores per afavorir la recuperació i la recolonització dels minims assolits amb el temps. La població mundial actual de bous mesquers s'estima en uns 170.000 individus, amb uns 87.000 que viuen a l'illa Banks i l'Est del Canada.
A Groenlàndia no hi ha grans amenaces, tot i que les poblacions solen ser petites i disperses, fet que les fa vulnerables a les fluctuacions locals del clima. La majoria de les poblacions es troben dins dels parcs nacionals, on estan protegides de la caça. Els bous mesquers es troben a quatre de les àrees protegides de Groenlàndia, amb poblacions indígenes al Parc Nacional del Nord-est de Groenlàndia i poblacions introduïdes a les reseres d'Arnangarnup Qoorua i Kangerlussuaq i Reserva de caribú de Maniitsoq. En aquestes zones, els bous mesquers reben una protecció total.
El 2014, la Xarxa d'Experts Muskox (MOXNET) va sorgir del component de mamífers del Circumpolar Biodiversity Monitoring Program (CBMP). Participants de set països circumpolars, en representació d'agències governamentals i no governamentals, pobles indígenes, empreses i investigadors, es van reunir per establir una xarxa d'experts per compartir i intercanviar informació sobre bous mesquers. Es van determinar 55 regions geogràfiques on es detecta l'espècie